# Atlas Personal-Jakroo
A Atlas Personal-Jakroo (código UCI:ARH) foi um equipa ciclista suíça de categoria continental. Fundou-se em 2007 baixo uma licença alemã, mas a partir de 2008 esteve inscrito na suíça.

## Material ciclista
A equipa utilizo bicicletas Fondriest.

## Classificações UCI
A partir de 2005 a UCI instaurou os Circuitos Continentais UCI, onde a equipa esteve desde que se fundou em 2007. Participou em carreiras de diferentes circuitos, com o qual tem estado nas classificações do UCI Asia Tour Ranking, UCI Europe Tour Ranking e UCI Oceania Tour Ranking. As classificações da equipa e de sua ciclista mais destacado são as seguintes:
| Temporada                | Classificação por equipas | Melhor corredor na classificação individual | Posição |
| 2006-2007 (Europe Tour)  | 70°                       | Danilo Wyss                                 | 176°    |
| 2007-2008 (Europe Tour)  | 79°                       | Andreas Henig                               | 398°    |
| 2008-2009 (Europe Tour)  | 57°                       | Peter Kusztor                               | 180°    |
| 2009-2010 (Europe Tour)  | 59°                       | Nicolas Baldo                               | 193°    |
| 2010-2011 (America Tour) | 32°                       | Laurent Beuret                              | 235°    |
| 2010-2011 (Asia Tour)    | 66°                       | Pirmin Lang                                 | 303°    |
| 2010-2011 (Europe Tour)  | 43°                       | Pirmin Lang                                 | 198°    |
| 2011-2012 (Africa Tour)  | 19°                       | Jonathan Fumeaux                            | 100°    |
| 2011-2012 (Asia Tour)    | 54°                       | Peter Erdin                                 | 164°    |
| 2011-2012 (Europe Tour)  | 53°                       | Nicolas Baldo                               | 247°    |
| 2012-2013 (Asia Tour)    | 26°                       | Giorgio Brambilla                           | 60°     |
| 2012-2013 (Europe Tour)  | 69°                       | Nicolas Baldo                               | 124°    |

## Palmarés
Para anos anteriores veja-se: Palmarés da Atlas Personal-Jakroo.

### Palmarés de 2014

#### Circuitos Continentais UCI
| Datas | Circuito | Carreiras | Ganhador |

## Elenco
Para anos anteriores veja-se: Elencos da Atlas Personal-Jakroo.

### Elenco de 2013
| Nome                   | Nascimento | Nacionalidade | Equipa de 2012           |
| Maksym Averin          | 28/11/1985 | Ucrânia       | Amore & Vita             |
| Nicolas Baldo          | 10/06/1984 | França        | Atlas Personal-Jakroo    |
| Felix Baur             | 12/05/1992 | Suíça         | Atlas Personal-Jakroo    |
| Giorgio Brambilla      | 19/09/1988 | Itália        | Leopard-Trek Continental |
| Adrien Chenaux         | 16/08/1991 | Suíça         | Maca-Loca-Scott          |
| Mathieu Chiocca        | 31/08/1985 | França        | Neoprofissional          |
| Peter Erdin            | 23/01/1990 | Suíça         | Atlas Personal-Jakroo    |
| Claudio Imhof          | 26/09/1990 | Suíça         | Team Vorarlberg          |
| Kanstantin Klimiankou  | 03/08/1989 | Bielorrússia  | Continental Team Astana  |
| Nicolas Lüthi          | 01/08/1987 | Suíça         | Neoprofissional          |
| Oleksandr Polivoda     | 31/03/1987 | Ucrânia       |                          |
| Tizian Rausch          | 15/06/1993 | Suíça         | Neoprofissional          |
| Florian Salzinger      | 05/07/1983 | Alemanha      | Atlas Personal-Jakroo    |
| Manuel Stocker         | 17/06/1991 | Suíça         | Neoprofissional          |
| Temesgen Teklehaimanot | 03/01/1991 | Eritreia      | Neoprofissional          |
| Nicolas Winter         | 15/02/1989 | Suíça         | Atlas Personal-Jakroo    |